# Астроном Коперник, або Розмова з Богом
Астроном Коперник, або Розмови з Богом (пол. Astronom Kopernik, czyli rozmowa z Bogiem) — картина польського художника Яна Матейка, закінчена в 1873 р., на якій зображений Микола Коперник, спостерігаючий за небом з балкона біля вежі собору у Фромборку. В даний час картина знаходиться в колекції Ягеллонського університету в Кракові, який придбав її у приватного власника за гроші, подаровані польською громадою.
У наш час картина прикрашає Аулу Колегіуму нобіліуму. Як і в багатьох інших роботах, Матейко написав свої витвори мистецтва в 1872 році, як частину серії картин, призначених для відображення важливих моментів в історії Польщі.

## Історія

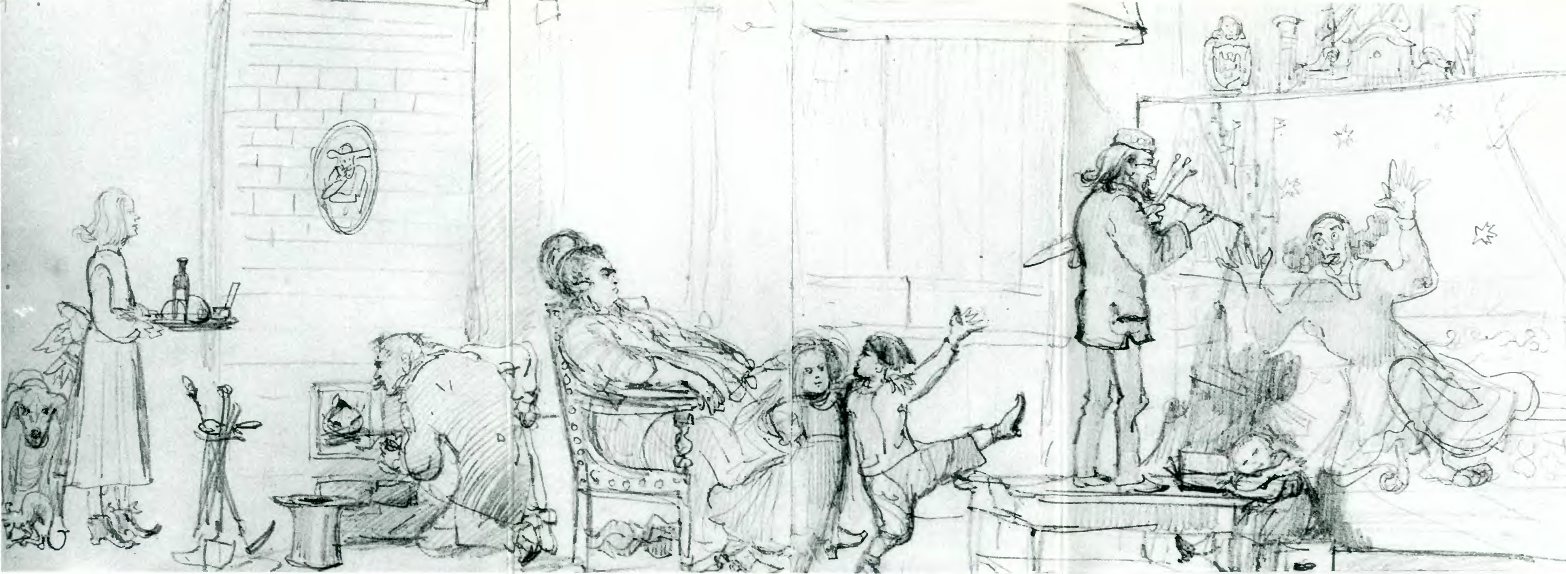
Картина Коперника, 1872, малюнок самокарикатури Матейка

Матейко розпочав працювати над цією картиною в 1871 році, готуючись до святкування річниці 400-річчя Коперника. Він вивчив матеріали, доступні в Ягеллонському університеті, і підготував кілька ескізів олівцем та двома оліями, перш ніж закінчити остаточний розпис. Він розпочав роботу над останньою картиною влітку 1872 року в тісних умовах своєї старої квартири в Кракові, яку він зобразив на іронічному автопортреті (він закінчив би астронома Коперника ... в новій майстерні на початку 1873 р.)
Організатори урочистостей у Кракові не підтримали старання Матейка та не планували демонструвати його картини. Німецька рада Торуня звернулася до нього з пропозицією придбати його роботи, але той відмовився, мабуть, мотивований польським патріотизмом, вважаючи за краще організувати власну виставку в Кракові. Він зміг організувати її в лютому у будівлі міської ради Кракова, Велопольському палаці; прибуток від виставки був переданий на благодійність. Враження від картини були змішаними; пізніше того ж року робота була виставлена у Відні. У березні краківська громада вирішила придбати картину за 12 000 польських злотих, вона була передана Ягеллонському університету, де з тих пір вона виставлена на публіку у будівлі Колегіум нобіліум.
Портрет стане першою картиною Яна Матейка, яка буде експонуватися в Національній галереї Лондона.

## Аналіз
На картині зображений Микола Коперник, який стоїть на коліні та захоплено спостерігає за небом. Він знаходиться на балконі, біля або в соборі у Фромборку, в оточенні різноманітних астрономічних інструментів. Сцена, ймовірно, зображує момент прозріння, глибокого відкриття Коперника, поруч з ним стоїть його власна геліоцентрична модель, намальована на великій плоскій дошці (на основі ілюстрації з De revolutionibus).
Розташування, зображене Матейком, є вигаданим; вчені досі шукають точне місце знаходження обсерваторії Коперника і сходяться на думці, що його зображення було скоріше «романтичним баченням». Тоді як Матейко показує Коперника на вежі, вчені вважають, що невеличка обсерваторія, ймовірно, була встановлена на рівні землі, в садах біля його будинку.
Основні особливості композиції включають симетричну фокусну точку з атмосферною перспективою навколо об'єкта, радіальний баланс світла, розташований навколо центрального елемента, і драматичні контрасти з темними кольорами на периферії. Прозріння Коперника були зображені вмілим використанням освітлення. Відомо, що взірцями Коперника були доктор Генрік Левітту та племінник Матейка Антоні Серафінський.
Зазвичай відомими картинами Матейка є великі групові сцени, а сцени, подібні цій, є для нього більше винятком.